# Polistes snelleni
Polistes snelleni (лат.) — вид общественных ос из семейства Vespidae (Polistinae).

## Распространение
Дальний Восток России (Амурская область, юг Хабаровского края, Приморский край, Читинская область, Бурятия), Япония, Корея, Китай.

## Описание
Длина самок 13-16 мм, самцов 12-13 мм. Щитик самцов обычно чёрный с 2 жёлтыми пятнами. Наличник самок с тёмным окаймлением.